# Rosalina Berazaín Iturralde
Rosalina Berazaín Iturralde, auch Rosalina Berazaín, voller Name Rosalina de la Caridad Berazaín Iturralde (* 21. Februar 1947 in Havanna) ist eine kubanische Botanikerin. Ihr botanisches Autorenkürzel lautet „Berazaín“.
Sie ist an der Universität von Havanna in Kuba als Professorin tätig. Ihr steht seit ihrer Studienzeit ein großes Labor am Nationalen Botanischen Garten von Havanna zur Verfügung. Es besteht eine Kooperation mit dem Botanischen Garten Berlin, in deren Rahmen molekularbiologische Untersuchungen in Berlin durchgeführt werden.

## Werke
- A new species of Ouratea (Ochnaceae) from Cuba. In: Willdenowia. Band 33, 2003 (PDF).
- A new species of Purdiaea (Clethraceae) from Cuba. In: Willdenowia. Band 34, 2004 (PDF).